# Chinwendu Ihezuo
Chinwendu "Chinwe" Ihezuo (sinh ngày 30 tháng 4 năm 1997) là một cầu thủ bóng đá chuyên nghiệp người Nigeria hiện đang thi đấu ở vị trí tiền đạo cho câu lạc bộ Pachuca tại Liga MX Femenil của México và đội tuyển bóng đá nữ quốc gia Nigeria.

## Đầu đời
Ihezuo sinh ngày 30 tháng 4 năm 1997 tại Ajegunle, Lagos, Nigeria. Cô trải qua thời kỳ tuổi thơ trong một khu ổ chuột ở Lagos. Cô có chiều cao là 1,75 m (5 ft 9 in). Bố mẹ cô rất ủng hộ cô khi cô bắt đầu chơi bóng đá. Mẹ cô ủng hộ sở thích của cô về môn thể thao này bằng cách mua áo bóng đá ở thị trường địa phương. Trong suốt phần lớn tuổi trẻ của mình, cô thi đấu và chơi với các chàng trai trong khu ổ chuột Ajegunle. Ajegunle là nơi xuất thân xuất một số cầu thủ bóng đá nam tốt nhất của Nigeria. Kết quả là, khi tự mình luyện tập, Ihezuo thích tập luyện với đàn ông.

## Sự nghiệp câu lạc bộ
Ihezuo gia nhập câu lạc bộ chuyên nghiệp BIIK Kazygurt của Kazakhstan trong năm 2016 theo hợp đồng một năm. Trong mùa giải đầu tiên của cô với câu lạc bộ nơi cô được cho mặc số 19, cô đã ghi 16 bàn cho BIIK Kazygurt sau 20 lần ra sân. Cô thi đấu với đội tại Giải vô địch bóng đá nữ UEFA 2016–17, bắt đầu hai trận đấu và chơi 180 phút. Cô chơi bóng liên tục rong khoảng thời gian đó, cô cũng bị phạt một thẻ vàng trong chiến thắng 3–1 trên sân nhà của đội bóng trước đội bóng xứ Wales. Cô tham gia thi đấu lần đầu tại Champions League trong chiến thắng 3–1 của đội trước Wexford Youths trong vòng loại giải đấu.
Từ năm 2012 đến 2014, cô chơi cho Pelican Stars of Calabar. Sau đó, cô chuyển đến Delta Queens và thma gia thi đấu cho đội bóng này cho đến cuối mùa giải 2015.